# Hrvatske željeznice

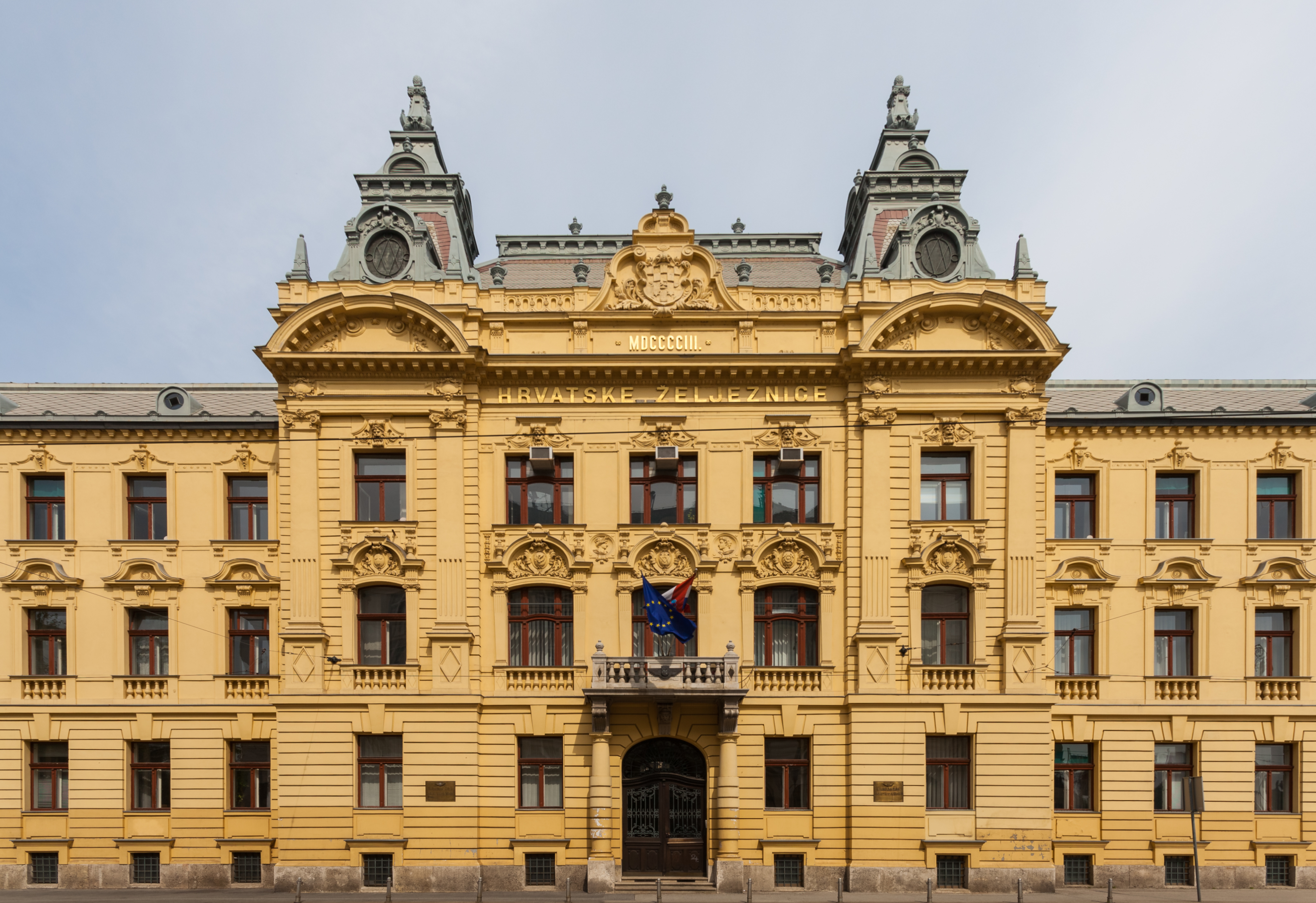
Siège central à Zagreb.

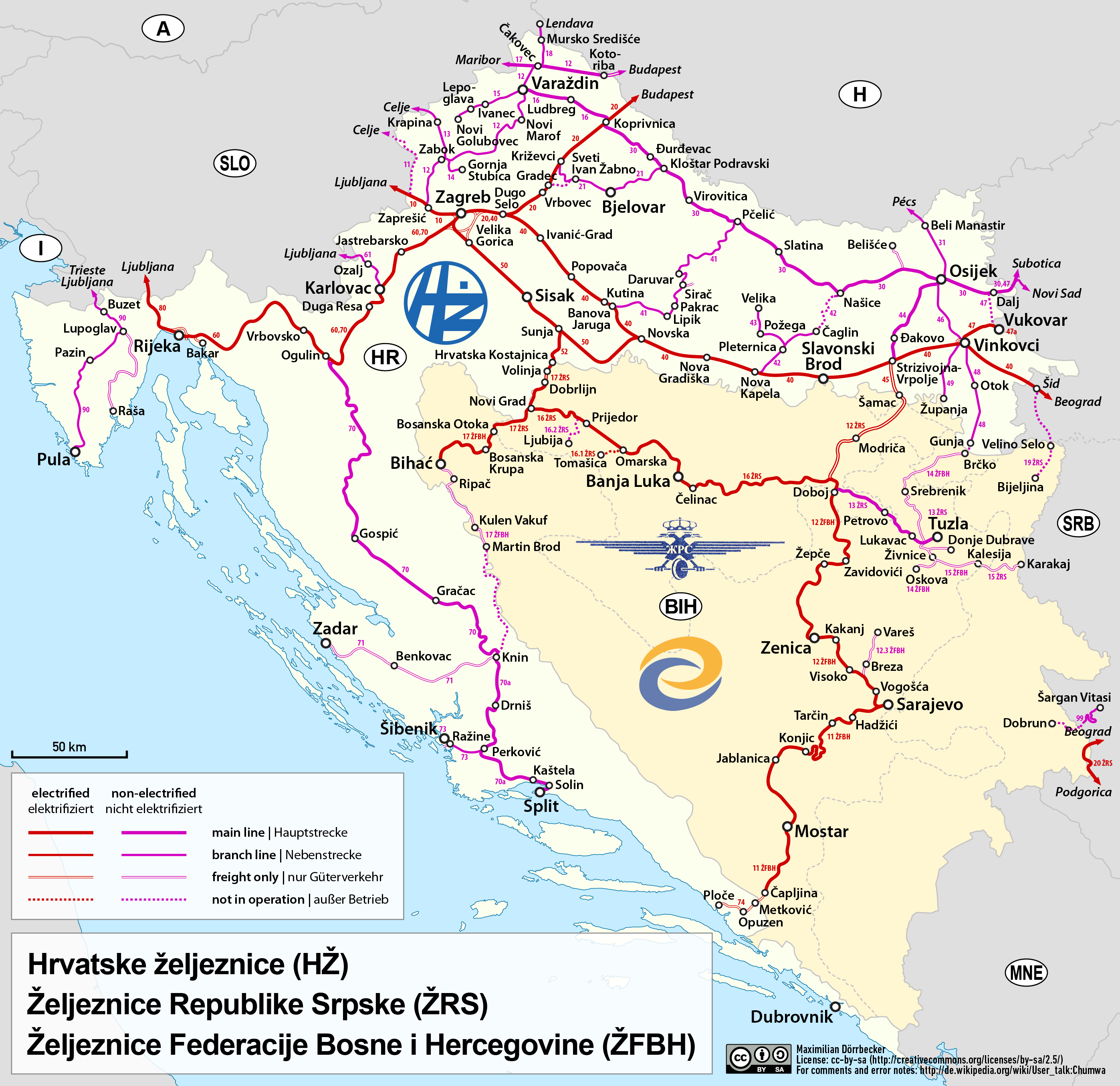
Réseau ferré croato-bosniaque.

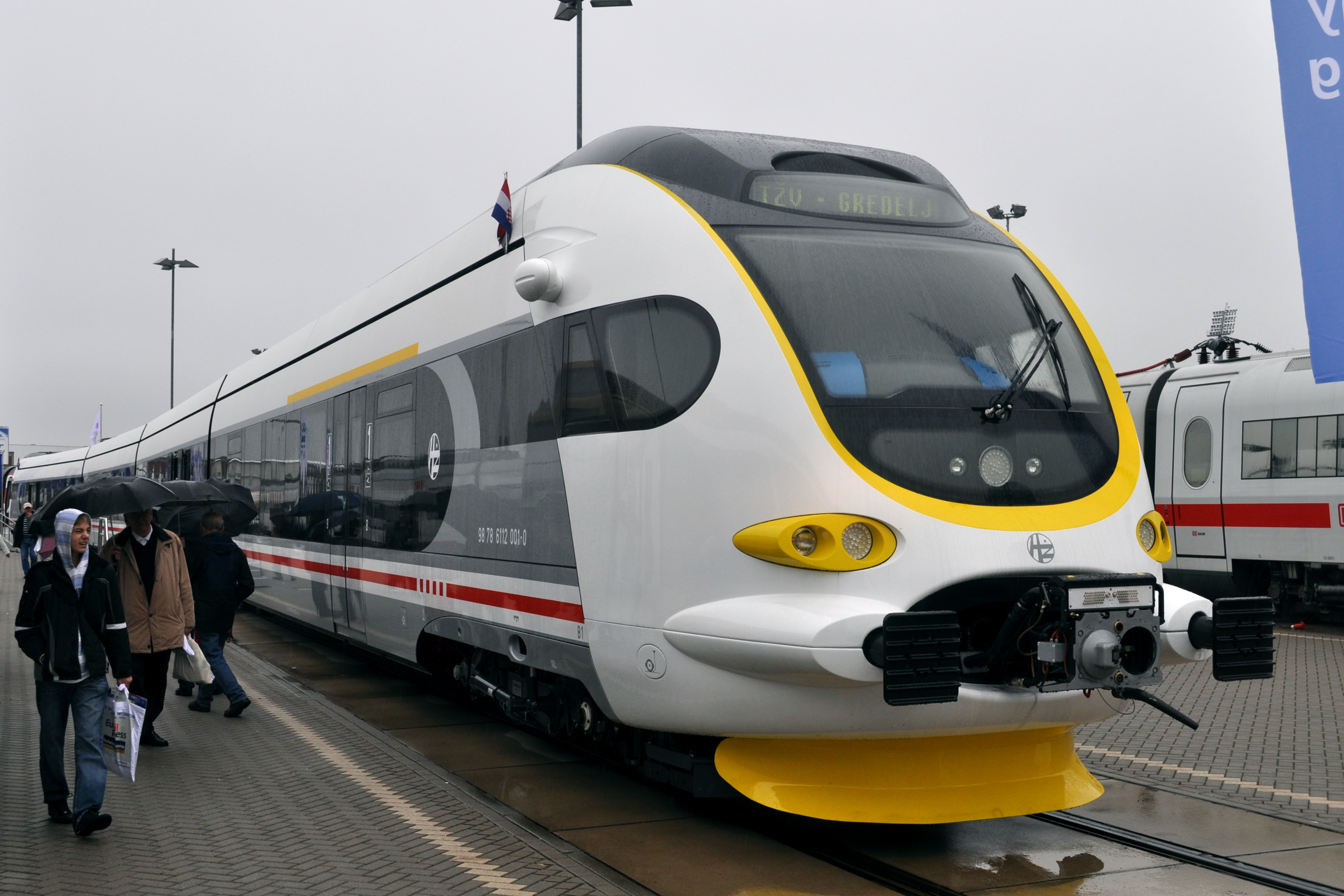
HŽ série 6112, une rame automotrice régionale construite par Končar.

Hrvatske željeznice (HŽ) est le nom de l'opérateur ferroviaire national croate.

## Organisation
En 2005, HŽ est séparé en cinq entités différentes : 
- HŽ Holding (Holding)
- HŽ Cargo d.o.o. (division Fret)
- HŽ Putnički Prijevoz d.o.o. (division transport de voyageur)
- HŽ Vuča Vlakova d.o.o. (Gestion des locomotives)
- HŽ Infrastruktura d.o.o. (Infrastructure)

À la suite de l'accumulation de dettes de HŽ Vuča Vlakova, l'entreprise annonce en août 2012 la fermeture de cette entité, et le reversement des locomotives aux activités Fret et passagers.

## Réseau
L'opérateur gère notamment les réseaux :
- Trains suburbains de Zagreb (hr)
- Train de banlieue de Split

## Matériel roulant
En 2014, l’opérateur commande 44 rames au constructeur national Koncar pour 213 millions d'euros. Les livraisons interviendront entre 2015 et 2017.